# Matthias Großgarten
Matthias Max Großgarten (* 9. Februar 1990 in Bonn) ist ein deutscher Kommunalpolitiker (SPD) und seit Januar 2024 Bürgermeister der Stadt Niederkassel im Rhein-Sieg-Kreis.

## Leben
Großgarten wuchs in Rheidt auf und machte sein Abitur am Kopernikus-Gymnasium. Er studierte im Bachelor Sozialwissenschaften und im Master Politikwissenschaft an der Universität zu Köln, sowie, ohne Abschluss, Volkswirtschaftlehre an der Rheinischen Friedrich-Wilhelms-Universität Bonn. Großgarten arbeitete ab 2014 im Büro des Bundestagsabgeordneten Sebastian Hartmann, zuletzt bis zur Bürgermeisterwahl in der Geschäftsstelle Radnetz Deutschland beim Bundesamt für Logistik und Mobilität.
Matthias Großgarten ist verheiratet und hat zwei Kinder.

## Politik
2012 trat Großgarten der SPD bei, 2014 wurde er erstmals in den Stadtrat von Niederkassel gewählt. 2020 kandidierte er als Bürgermeisterkandidat, verlor jedoch mit 33,9 % bereits im ersten Wahlgang gegen Amtsinhaber Stephan Vehreschild. Anschließend wurde er vom Rat zum Vize-Bürgermeister gewählt. Nachdem Vehreschild im Juni 2023 angekündigt hatte, zum Jahresende aus gesundheitlichen Gründen vorzeitig in den Ruhestand zu gehen, kandidierte Großgarten erneut. Im ersten Wahlgang lag er mit 39,6 % der Stimmen vorne, die Stichwahl am 10. Dezember gewann er deutlich mit 66,1 % gegen Marcus Kitz (CDU). Er trat sein Amt am 1. Januar 2024 an.